# 信息樞紐大廈

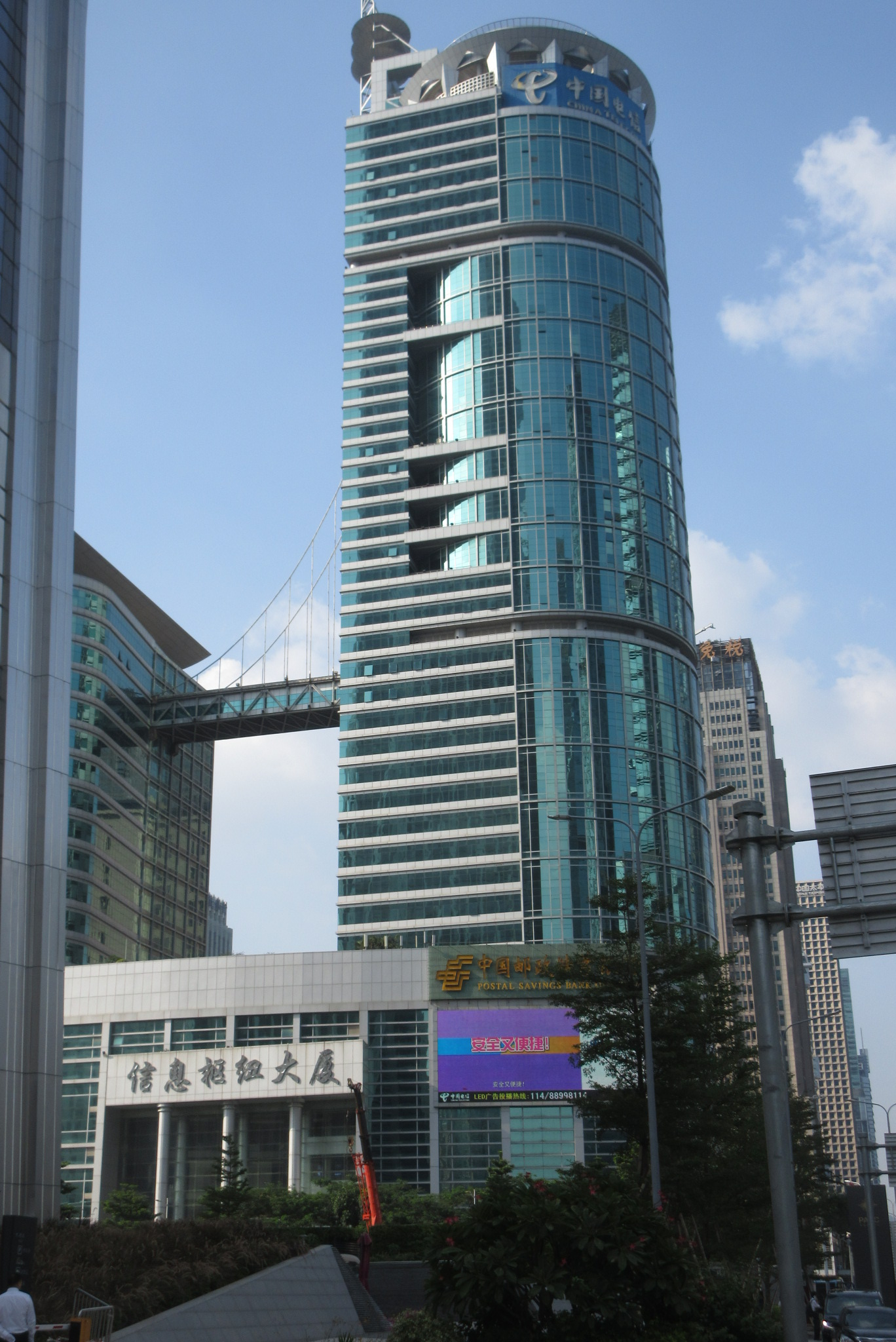

信息樞紐大廈，是中國深圳一組寫字樓，为中国电信深圳分公司，位於福田區商業中心區益田路與深圳中心二路交界，益田路48號。

## 历史
2001年建成竣工，該郵電信息樞紐大廈位處深圳福田区，由一裙樓、主樓及副樓合成。建築面積約18萬平方米。主樓高48層(240米)，地庫3層，占地面积9.22萬平方米。大廈立面為玻璃幕牆，工程價約1.5億人民幣。 本大廈由中國電信發展，是中電信深圳辦事處所在地。

## 事年
2010年3月31日，「飛鴿炸彈」在深圳福田地標信息樞紐大廈外爆炸。

## 外部參考
1. ↑  .   [2010-04-08]. （原始内容存档于2012-08-18）.
2. ↑  .   [2010-04-08]. （原始内容存档于2010-04-09）.